# Auf der Kehr
Auf der Kehr är ett berg i Österrike.   Det ligger i distriktet Neunkirchen och förbundslandet Niederösterreich, i den östra delen av landet, 60 kilometer sydväst om huvudstaden Wien. Toppen på Auf der Kehr är 794 meter över havet, eller 63 meter över den omgivande terrängen. Bredden vid basen är 1,7 km.
Terrängen runt Auf der Kehr är kuperad åt nordväst, men åt sydost är den platt. Närmaste större samhälle är Ternitz, 4,6 kilometer söder om Auf der Kehr. 
I omgivningarna runt Auf der Kehr växer i huvudsak blandskog. Runt Auf der Kehr är det ganska tätbefolkat, med 75 invånare per kvadratkilometer.